# يوم فخر التوحد
يوم الفخر بالتوحد هو احتفال فخر للاشخاص المصابين بالتوحد يقام في 18 يونيو من كل عام. يعترف الفخر التوحدي  بأهمية الفخر للأشخاص المصابين بالتوحد ودوره في إحداث تغييرات إيجابية في المجتمع الأوسع.
على الرغم من أن يوم فخر التوحد هو 18 يونيو، إلا أن فعاليات الفخر غالبًا ما تُقام في عطلة نهاية الأسبوع الأقرب لأسباب لوجستية، أو في أي وقت آخر.

## مفهوم
تحتفل المنظمات في جميع أنحاء العالم بيوم فخر التوحد من خلال فعاليات للتواصل مع بعضها البعض، وإظهار للأشخاص غير المصابين بالتوحد أن الأشخاص المصابين بالتوحد هم أفراد فريدون لا ينبغي اعتبارهم حالات تحتاج إلى العلاج.
يشير الفخر التوحدي إلى أن الأشخاص المصابين بالتوحد كانوا دائمًا جزءًا مهمًا من المجتمع البشري. إن كونك مصابًا بالتوحد هو شكل من أشكال التنوع العصبي. كما هو الحال مع جميع أشكال التنوع العصبي، فإن معظم التحديات التي يواجهها الأشخاص المصابون بالتوحد تأتي من مواقف الآخرين تجاه التوحد ونقص الدعم والتسهيلات (تمييز ضد ذوي الاحتياجات الخاصة)، بدلاً من كونها ضرورية للحالة التوحدية. على سبيل المثال، وفقًا للاري أرنولد وجوين نيلسون، فإن العديد من المنظمات المرتبطة بالتوحد تعزز مشاعر الشفقة على الآباء، بدلاً من تعزيز الفهم. ساهم الناشطون المصابون بالتوحد في تحول المواقف بعيدًا عن فكرة أن التوحد هو انحراف عن القاعدة التي يجب علاجها.
تعد منظمات الدفاع عن الذات التوحدية، التي يقودها ويديرها أشخاص مصابون بالتوحد، قوة رئيسية في حركة القبول التوحدي والفخر التوحدي.
صرّح جوزيف ريدفورد، أحد مُنظمي فعالية فخر التوحد في هايد بارك في لندن، في خطاب له أن مفهوم فخر التوحد لا يقتصر على يوم واحد أو حدث واحد:

## أصل

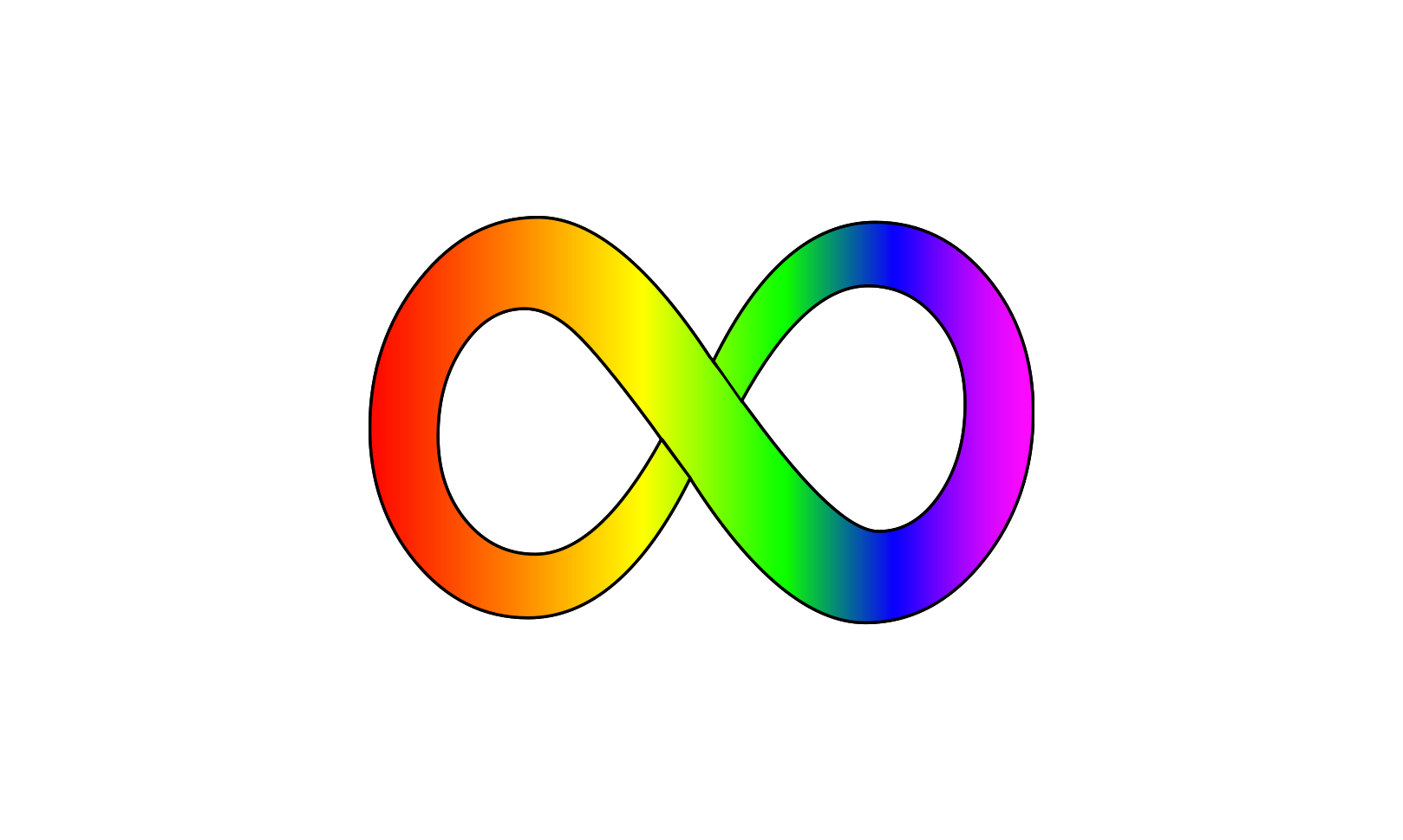
استخدم يوم الفخر بالتوحد الأول في عام 2005 علمًا يحمل رمز قوس قزح اللانهاية، والذي أنشأته منظمة AFF. وقد تم إنشاء العديد من المتغيرات منذ ذلك الحين، مثل هذا التصميم من عام 2013.

تم الاحتفال بيوم فخر التوحد لأول مرة في عام 2005 من قبل منظمة مرضى أسبرجر من أجل الحرية (AFF) والتي اختارت يوم 18 يونيو لأنه كان عيد ميلاد أصغر عضو في المجموعة في ذلك الوقت. قامت المنظمة بتصميم الاحتفال على غرار حركة فخر المثليين. وفقاً لكابي بروك، المؤسس المشارك لمجموعة حقوق التوحد في هايلاند(ARGH)، "أهم شيء يجب ملاحظته حول هذا اليوم هو أنه حدث مجتمعي للتوحد: نشأ من قبل أشخاص مصابون بالتوحد ولا يزالون يقودونه"، أي أنه ليس يومًا للجمعيات الخيرية أو المنظمات الأخرى للترويج لأنفسها أو قمع الأشخاص المصابين بالتوحد.
يُستخدم رمز قوس قزح اللانهاية كرمز لهذا اليوم، ويمثل "التنوع مع الاختلافات اللانهائية والإمكانيات اللانهائية". نشرت مجلة نيو ساينتست مقالاً بعنوان "التوحد والفخر" في يوم الفخر التوحدي الأول الذي ناقش الفكرة.

## تطوير
مع استمرار تطور فخر التوحد، أصبح المدافعون عن التوحد محترفين بشكل متزايد، حيث تم دمج قراءة فخر التوحد كجمعية خيرية في عام 2018، وعقد حدث فخر اجتذب أكثر من 700 شخص.
أثناء جائحة فيروس كورونا ، ومع استحالة إقامة احتفالات فعلية، تعاون المدافعون عن التوحد تحت مظلة تحالف فخر التوحد لإنشاء احتفال فخر التوحد عبر الإنترنت والذي استضاف متحدثين من أربع قارات. كان يوم الفخر بالتوحد لعام 2020 عبارة عن ماراثون مدته إحدى عشرة ساعة تم استضافته على يوتيوب وتم تكرار الحدث في عام 2021.

## أحداث

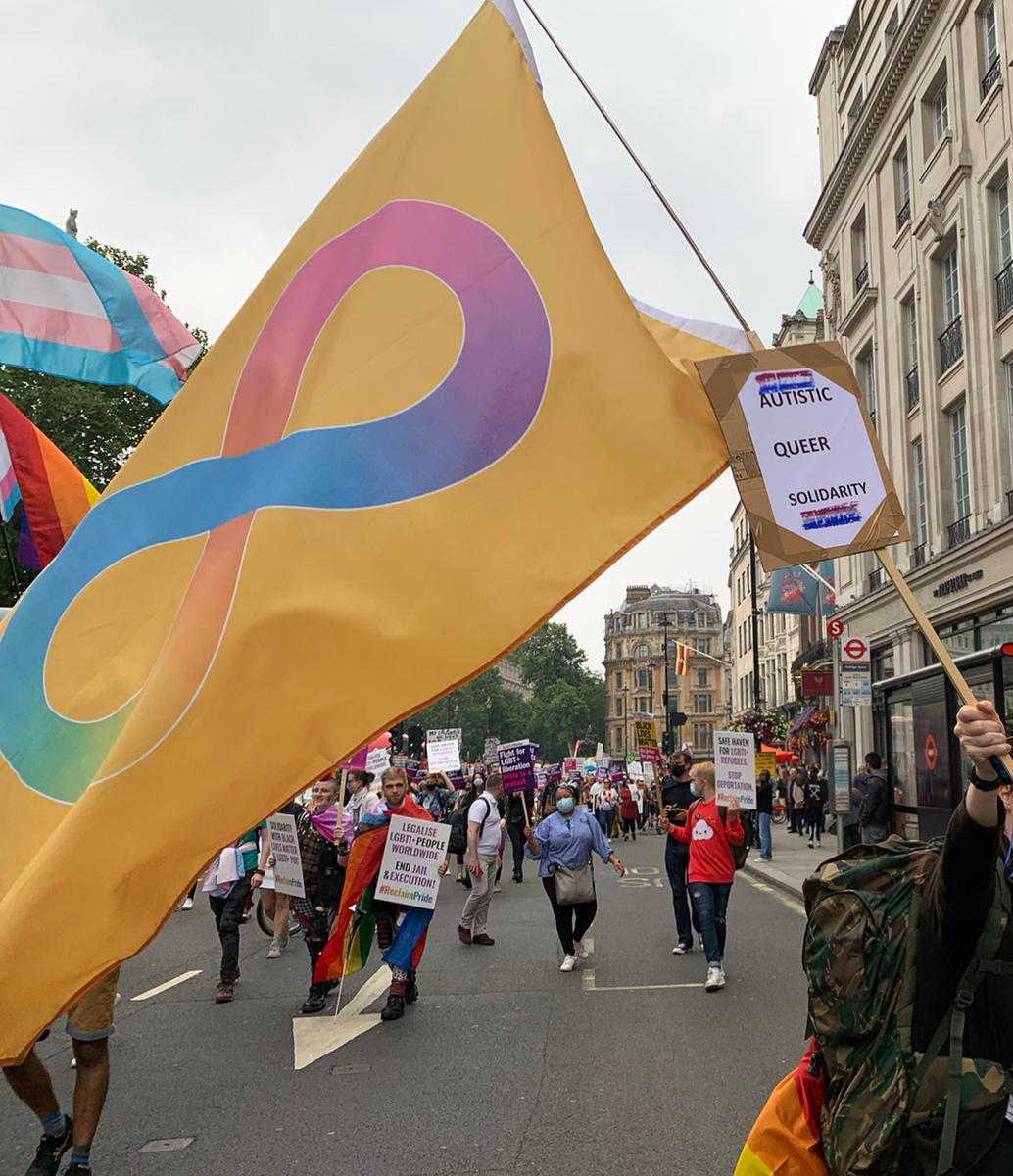
علم فخر التوحد في مسيرة الفخر هي مسيرة احتجاجية في يوليو 2021.

تم تنظيم عدد من فعاليات يوم الفخر بالتوحد على مر السنين لتعزيز التأكيد على الذات والهوية والكرامة والمساواة للأشخاص المصابين بالتوحد في جميع أنحاء العالم. تحدث معظم الأحداث خلال أشهر الصيف بين يونيو وأغسطس.
| سنة  |                                                          | مُستضاف بواسطة                          |
| ---- | -------------------------------------------------------- | -------------------------------------- |
| 2023 | فخر التوحد في لندن                                       | جوزريف ريدفورد و الإمبراطورية التوحدية |
| 2023 | باث سبا - فخر التوحد                                     | أوتويل                                 |
| 2023 | نزهة فخر التوحد (باريس)                                  | شبكة CLE للتوحديين                     |
|      | فخر التوحد في برايد (كينغستون أبون هال)                  |                                        |
| 2022 | فخر التوحد في لندن                                       | جوزيف ريدفورد و الإمباطورية التوحدية   |
| 2021 | تحالف الفخر بالتوحد عبر الإنترنت                         | تحالف الفخر بالتوحد                    |
| 2020 | احتفال الفخر بالتوحد عبر الإنترنت                        |                                        |
| 2019 | نزهة فخرية للمصابين بالتوحد في تشارلتون هاوس بلندن (AIM) | اللقاءات الشاملة للتوحديين (AIM)       |
| 2019 | فخر التوحد في إيستبورن                                   | مجموعة دعم مرضى اسبرجر في ايستبورن     |
| 2019 | النزهة السنوية الخامسة لفخر التوحديين في هايد بارك بلندن | جوزريف ريدفورد                         |
| 2019 | قراءة فخر التوحد                                         | مؤسسة القراءة الخيرية للتوحديين        |
| 2019 | فخر التوحد برايتون                                       | أدري فان دير مير                       |